# Renfe série S-598
La série 598 est une série d'automoteurs de la Renfe.

## Origine de la série
La mise en service des TRD série 594.0 sur La Corogne-Vigo, Madrid-Salamanque et Séville-Grenade/Almeria, en 1997, provoque une augmentation constante du nombre de voyageurs et contraint la Renfe à augmenter le nombre de ses services, parfois avec des rames de plus faible capacité. Après livraison des deux dernières sous-séries 594.1 et 594.2, le concept du TRD semble avoir atteint ses limites. La Renfe ouvre donc un concours pour la fourniture de 21 rames tri-caisses dite ARD (pour Automotor Regional Diesel). Fiat, Alstom, et la CAF présentent leurs projets. Le 26 juin 2001, c'est la CAF qui emporte le contrat, d'un montant de 94,6 millions d'euros.

## Conception
Le nouveau modèle étudié par la CAF dérive des TRD série 594.0, mais avec diverses améliorations. La principale est l'adoption du Sistema Inteligente de Basculation Integral dit SIBI qui, grâce au GPS, permet de localiser la position du train et de reconnaître le tracé sur lequel il est appelé à circuler, ce qui permet de calculer l'inclinaison des caisses en fonction de la vitesse et du rayon des courbes. L'insonorisation est particulièrement soignée : les 598 sont des autorails silencieux. Chaque moteur dispose de son propre groupe de refroidissement et de ventilation. Le réservoir offre une autonomie de 1000 kilomètres.
Le design extérieur est lui aussi entièrement nouveau. La composition à trois caisses permet d'augmenter la capacité de près de 40 % par rapport aux TRD. Le projet se développe lentement, et le budget est dépassé de 3 millions d'euros. La construction des premières unités débute en décembre 2002.
En janvier 2006, un distributeur automatique de boissons et de confiseries est installé à titre expérimental sur le 598-013. Les résultats étant favorables, les 598-010 à 12, appartenant également au dépôt de Madrid, sont également équipés de ces machines peu après.

## Service
À l'origine, la Renfe pense utiliser la série 598 sur La Corogne-Vigo et Madrid-Salamanque à compter du mois de juin 2004, ce qui permettrait de réaffecter les TRD série 594.0 sur l'Andalousie et la relation Valence-Teruel-Saragosse et d'éliminer complètement les 593 du parc Regionales. Cette politique ne sera pas suivie. Les premières unités sont mises en service en Andalousie.
Terminé en mars 2004, le 598-001 est soumis à diverses épreuves statiques dans l'enceinte de l'usine de Beasain. Il effectue son premier voyage en ligne le 7 avril, sur le parcours Beasain-Irun et retour. Le 19 avril, il est muté à Alcazar de San Juan (via Aranda de Duero) pour participer à divers essais sur les lignes d'Alcazar à Albacete et d'Alcazar à Manzanares et Puertollano. Il passe ensuite à Saragosse le 30, avant de se retrouver à Séville-San Pablo le 14 mai.
C'est dès cette époque que cette série reçoit son surnom de Kinder.
Le 27 mai, le 598-002 qui vient d'être livré effectue son premier voyage sur Beasain-Miranda del Ebro. Il est suivi par le 598-003 le 16 juin.
Le 18 juin 2004, la Renfe décide d'affecter les premières unités livrées à Séville. Les 598-001 à 003 y sont toutes au 1er juillet, et aussitôt engagées en service commercial sur la relation Séville-Grenade-Almeria.
En décembre 2004, 8 unités sont affectées au dépôt de Vigo et engagées sur le corridor La Corogne-Vigo sous la dénomination commerciale Nexios, avec parcours occasionnels vers Saint Jacques de Compostelle, Orense ou El Ferrol. Quatre unités sont également affectées à Madrid-Cerro Negro afin d'offrir des services de qualité vers Badajoz et Jaen.
Le 598-016, accidenté près de Pontevedra en avril 2005, est réexpédié à Beasain pour reconstruction. Il n'est à nouveau disponible qu'en mai 2006.